# 2003年大英國協政府首腦會議
2003年大英國協政府首腦會議（英語：2003 Commonwealth Heads of Government Meeting）是第18次大英國協政府首腦會議。會議於2003年12月5日至8日在奈及利亞阿布札舉行，由奈及利亞總統奧盧塞貢·奧巴桑喬主持。
辛巴威問題成為本屆大英國協政府首腦會議的主要議題，辛巴威的停權爭議引發了大英國協秘書長唐·麥金農連任的爭議，而在會議結束前，勞勃·穆加比宣布辛巴威退出大英國協。《阿蘇羅克宣言》重申了1991年《哈拉雷宣言》，並將“促進民主和發展”定為大英國協發展的優先事項。
大英國協54個成員國中有51個國家派出代表出席了會議。其中38個國家的國家元首或政府首腦出席。